# المذهب الثوري
مذهب الثوري أو المذهب السفياني هي مدرسة فقهية إسلامية ومذهب فقهي قصير الأمد أسسه سفيان الثوري أحد أئمة القرن الثالث الهجري وقاضي ومصنف وجامع للحديث النبوي الشريف.
ولما كانت لسفيان الثوري هذه المكانة العلمية، فقد صار بذلك أحد الأئمة المجتهدين، وصاحب مذهب فقهي مستقل له أصوله ومنهجه، حتى عدّه البعض من المذاهب الستة المتبوعة.
وقد كان تابعو مذهب سفيان الثوري يُعرفون بـ "الثوري" أو "السفياني".

## نبذة عن مؤسس المذهب

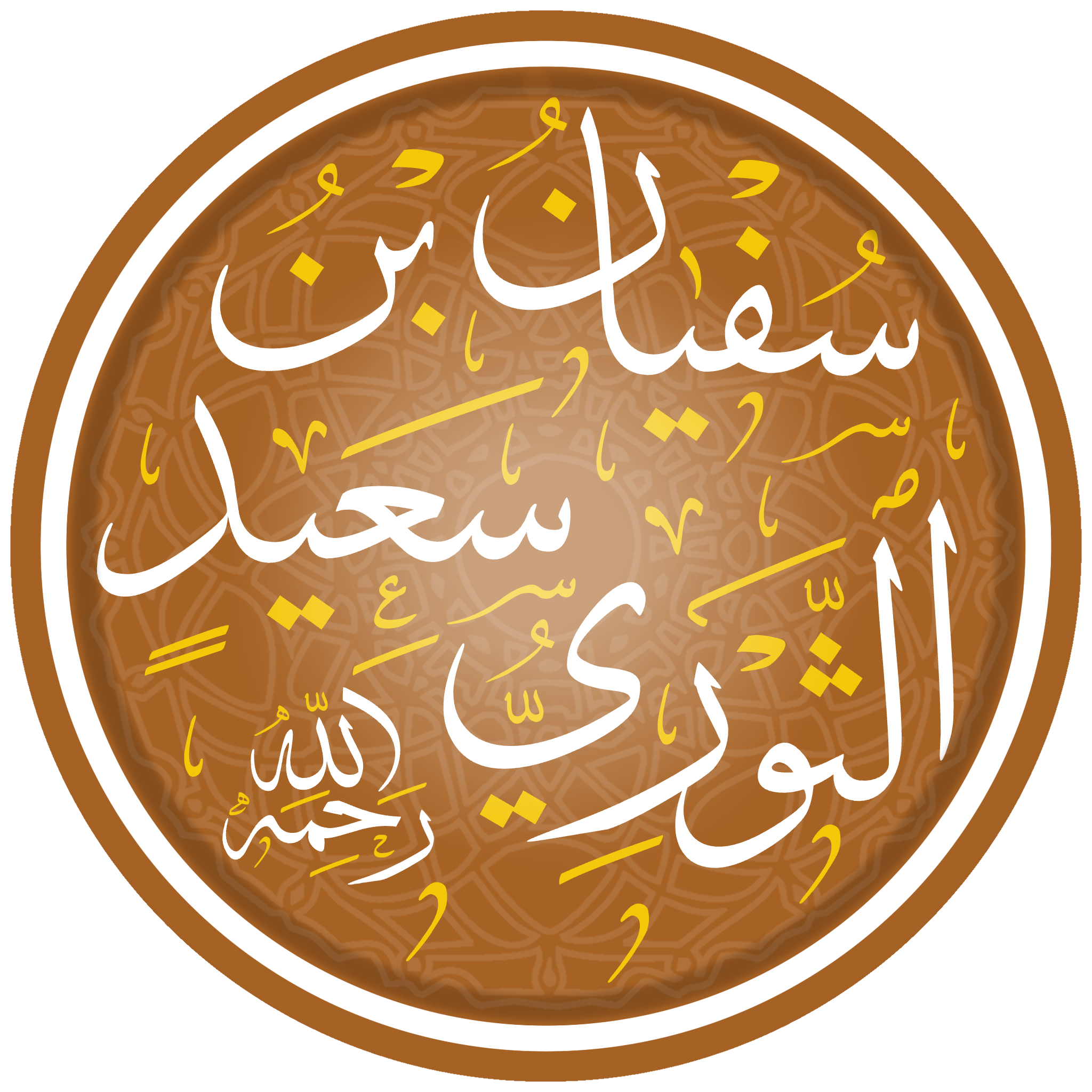
تخطيط اسم الإمام سفيان بن سعيد الثوري بخط الثُّلُث

وُلد سفيان الثوري في الكوفة سنة 97هـ، ونشأ فيها حتى أصبح من أبرز علماء الفقه في مدرسة الحديث بالمدينة. كانت آراؤه الفقهية متقاربة مع آراء أبي حنيفة، إلا أنه خالفه في اعتماد القياس والاستحسان.
ثم انتقل إلى البصرة حيث اقترب منهجه الأصولي من منهج الأوزاعي وبعض فقهاء الدولة الأموية. وفي أواخر حياته اضطر إلى التخفي إثر خلاف نشب بينه وبين الخليفة العباسي محمد بن المنصور المهدي، إذ عرض عليه تولي منصب قاضي الكوفة بشرط ألا يصدر حكمًا يخالف سياسة الدولة، فرفض ذلك ومزق رسالة الخليفة وألقاها في نهر دجلة.
وبعد وفاته تولى تلاميذه نشر مذهبه ومن أبرزهم يحيى القطان، إلا أن المذهب لم يستمر طويلًا كمذهب مستقل. ومع هذا فإن آراؤه الفقهية وروايته للحديث نالت تقديرًا واسعًا وكان لها تأثير في المذاهب الإسلامية الكبرى وإن لم يتشكل مذهبه في صورة مدرسة فقهية مؤسسية كما حدث مع غيره.

## منهج الثوري الفقهي
كان سفيان الثوري من أبرز علماء مدرسة الرأي في العراق، وهي المدرسة التي ترجع أصولها إلى عبد الله بن مسعود. وقد ذُكر أن الثوري سار على منهج أصحاب ابن مسعود في الفتوى والرأي، ومما يدل على ذلك الاتفاق بينه وبين أبي حنيفة النعمان في عدد من المسائل الفقهية، نظراً لانتمائهما إلى نفس البيئة العلمية والمنهج الاستدلالي، حتى إن زفر بن الهذيل، أحد تلامذة أبي حنيفة، لما اطّلع على جامع سفيان، قال: «هذا كلامنا يُنسب إلى غيرنا». ومع هذا الاتفاق، لا يُعد الثوري تابعًا أو متأثرًا بأبي حنيفة مباشرة، إذ لم يتلقّ العلم منه، بل صرّح بأنه لم يسأله قط عن شيء، وإنما كانا يلتقيان فيسأله أبو حنيفة أحيانًا.
يُلاحظ أن منهج الثوري لم يكن منغلقًا على مدرسة الرأي وحدها، فقد خالفها في عدة مسائل وأصول، منها قبوله لخبر الواحد المخالف للقياس، وهو موقف يقارب منهج أهل الحديث. ويُعرف عن الثوري اهتمامه البالغ بالحديث النبوي، حتى لُقّب بأمير المؤمنين في الحديث، وكان يوصي بحفظ الآثار وتقديمها على الرأي. وقد تأثر في ذلك برحلاته إلى الحجاز ومجالسته لعلماء المدينة ومكة.
انطلاقًا من ذلك، يُعد منهج الثوري الفقهي مزيجًا بين مدرستي الرأي والحديث، إذ اعتمد على قوة الدليل دون تقليد، مع احترامه لاجتهادات غيره من العلماء. وكان يرى أن الاختلاف في الفروع الفقهية أمر مشروع، فكان يُنكر على من يعيب الآخرين لاختلافهم، وقد ورد عنه قوله: «إِذَا رَأَيْتَ الرَّجُلَ يَعْمَلُ الْعَمَلَ الَّذِي قَدِ اخْتُلِفَ فِيهِ وَأَنْتَ تَرَى غَيْرَهُ فَلَا تَنْهَهُ».
ويميل منهجه كذلك إلى التيسير ضمن ضوابط الشريعة، ويُروى عنه قوله: «إِنَّمَا الْعِلْمُ عِنْدَنَا الرُّخَصُ عَنِ الثِّقَةِ، فَأَمَّا التَّشْدِيدُ فَكُلُّ إِنْسَانٍ يُحْسِنُهُ».

## انتشار المذهب وانقراضه
انتشر مذهب سفيان الثوري في المشرق والمغرب وكان له عدد من الأتباع والعلماء الذين تبنّوا مذهبه من أبرزهم أبو صالح حمدون بن أحمد والنعمان بن عبد السلام وبشر بن الحارث المروزي وأبو أحمد محمد بن عيسى الجلودي. كما نُقل أن أبا القاسم الجنيد كان على مذهبه ويُرجح أن يحيى بن معين كذلك وقد ورد أن أبا بكر عبد الغفار الدينوري كان آخر من أفتى بمذهب الثوري في بغداد.
ويُعدّ علي بن زياد العبسي أول من أدخل هذا المذهب إلى بلاد المغرب. وتشير بعض المصادر إلى أن مذهب الثوري استمر حتى أوائل القرن الخامس الهجري كما ذُكر في كتاب النجوم الزاهرة عند الحديث عن أبي بكر الدينوري الذي وُصف بأنه آخر من أفتى بمذهب الثوري في جامع المنصور. ومع ذلك فهناك ما يدل على استمرار المذهب إلى ما بعد القرن الخامس وربما حتى القرن الثامن حيث ذكر صاحب كتاب الأنساب أن أتباع المذهب كانوا كثيرين وأن معظم أهل الدينور كانوا لا يزالون عليه. وأكد ذلك أيضًا صاحب الفتاوى الكبرى ابن تيمية المتوفى سنة 728هـ مشيرًا إلى أن مذهب الثوري كان لا يزال موجودًا في خراسان.
ومع مرور الزمن لم يُكتب لهذا المذهب الاستمرار وصُنّف ضمن المذاهب المنقرضة. ويُعزى ذلك إلى عدة أسباب منها ضعف التدوين وغياب العلماء القادرين على تطويره ونشره وعدم تبنّي أي سلطة سياسية له إضافة إلى الظروف الصعبة التي واجهها الثوري نفسه حيث كان مطلوبًا من السلطة في أغلب فترات حياته. كما نُقل عنه أنه دفن كتبه وأحرقها قبل وفاته مما أسهم في ضياع كثير من تراثه العلمي.